# 孙町镇
孙町镇，是中华人民共和国安徽省淮北市濉溪县下辖的一个乡镇级行政单位。

## 行政区划
孙町镇下辖以下地区：
孙町村、炮楼村、燕头村、杨柳村、刘圩村、沟西村、代庙村、王楼村、楼坊村、王圩村、六八里村、任李村、徐圩村、刘寨村、大田村、郜桥村、耿圩村、四李村、秦口村、郭集村、尤沟村、陈楼村和孙町良种场。